# W 3 (sommergibile Italia)
Il W 3 è stato un sommergibile della Regia Marina.

## Storia
Prestò per servizio per alcuni mesi nella Royal Navy, poi, con i gemelli, fu acquistato dalla Regia Marina che intendeva rafforzare la propria componente subacquea.
Il tenente di vascello Ugo Cosentini lo prese in consegna a Portsmouth e ne divenne comandante, portandolo nella base di Brindisi. Dislocato nel porto pugliese, il sommergibile entrò a far parte della III Squadriglia Sommergibili.
A partire dal dicembre 1916 effettuò tre missioni nell'Adriatico meridionale, lungo le rotte mercantili e nei dintorni dei porti austroungarici, ma non avvistò navi nemiche.
Assunse poi il comando del sommergibile – nel gennaio 1918 – il tenente di vascello Silvio Arata, con il quale il W 3 svolse altre nove missioni.
Disarmato a fine guerra, fu radiato nel 1919 e demolito.